# Dubbelkapel (Maastricht)
De Dubbelkapel, vroeger aangeduid als antiqua capella, kapittelhuis of stiftskapel, is een romaanse dubbelkapel met twee gescheiden verdiepingen in het Sint-Servaascomplex in de Nederlandse stad Maastricht. Het bouwwerk uit de elfde eeuw heeft in de loop der tijden diverse functies gehad en is tegenwoordig de huisvesting van de Schatkamer van de Sint-Servaasbasiliek. De beneden- en bovenkapel met aangrenzende ruimtes zijn uitsluitend toegankelijk vanuit de oostgang van de kruisgang van de Sint-Servaasbasiliek.

## Geschiedenis

### Bouwgeschiedenis
Door een uitgebreid archeologisch onderzoek in 1981-82, alsmede door de vondst van het grafkruis van Humbertus in 1988, is de bouwgeschiedenis van de Dubbelkapel tegenwoordig vrij nauwkeurig bekend.

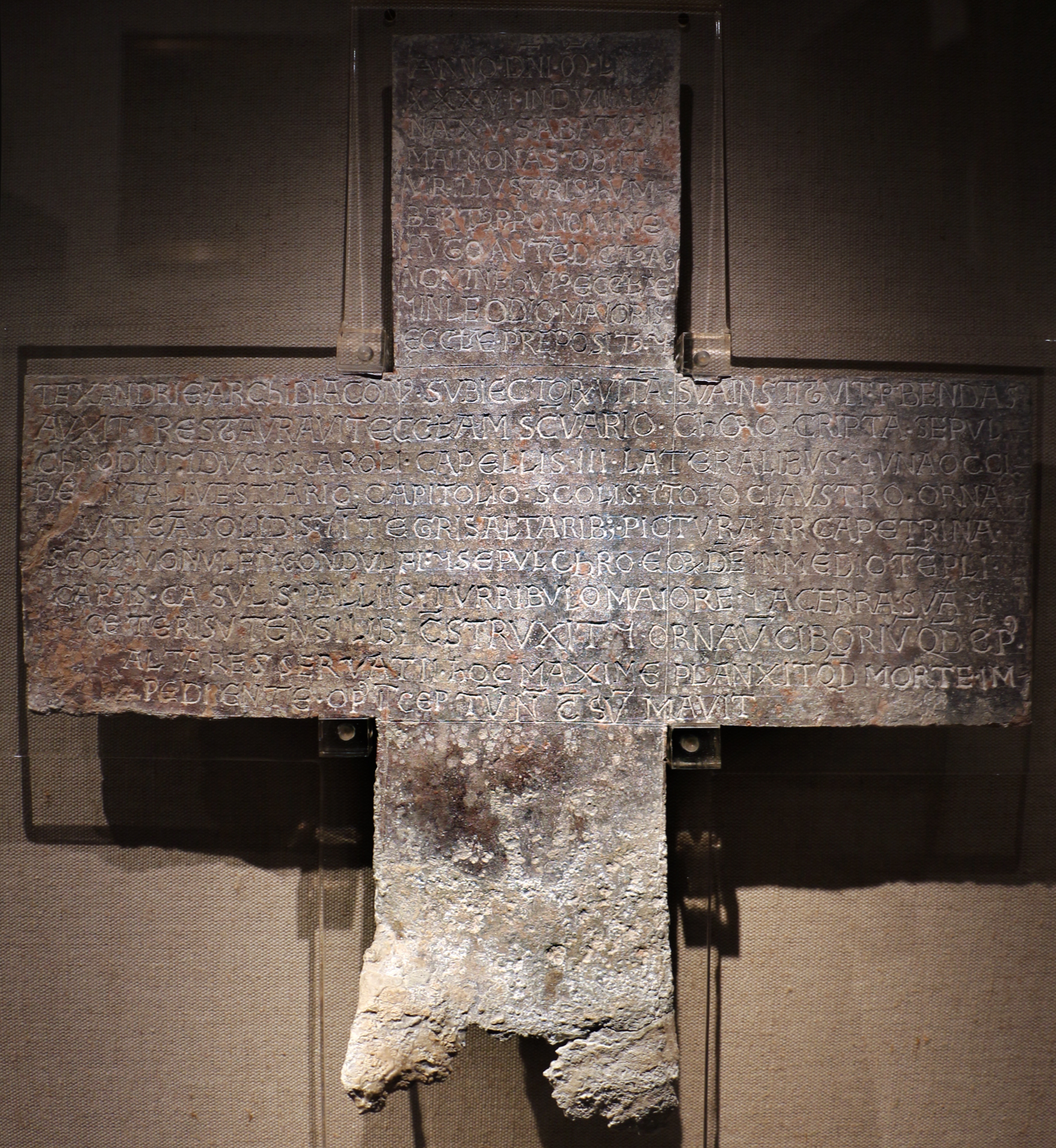
Grafkruis van Humbertus

Omstreeks het jaar 1000 begon de bouw van de nog deels bestaande romaanse Sint-Servaaskerk. De ambitieuze pelgrimskerk, waarvan het transept polygonale uiteinden had, werd in 1039 in aanwezigheid van keizer Hendrik III en twaalf bisschoppen ingezegend. Tijdens de daarop volgende tweede bouwfase onder proost Humbertus werden belangrijke wijzigingen aangebracht. Volgens de uitvoerige tekst op het grafkruis, verving Humbertus het door zijn voorgangers gebouwde dwarsschip door een eenvoudiger maar praktischer rechthoekig transept. Het nieuwe dwarsschip kreeg aan de oostzijde twee transeptkapellen en daarop aansluitend twee annexkapellen: de begin negentiende eeuw afgebroken Maternuskapel en de bewaard gebleven Dubbelkapel. De drie eerstgenoemde kapellen worden op het grafkruis van Humbertus vermeld als "drie kapellen aan de zijkant" (capellis III lateralibus). De annexkapellen vormden min of meer een symmetrisch paar; de Maternuskapel was echter minder diep en bestond slechts uit één verdieping. Op het grafkruis van Humbertus is tevens te lezen dat hij "heel de kruisgang" (toto claustro) liet vernieuwen, inclusief de kapittelzaal (capitolio), de kapittelschool (scolis) en de sacristie (vestiario). Humbertus was proost van het Sint-Servaaskapittel van omstreeks 1050 tot zijn dood in 1086, wat tevens de tijdspanne aangeeft waarin deze werken tot stand zijn gekomen.

### Gebruik van de kapel
De benedenverdieping van de Dubbelkapel werd vanouds aangeduid als het sacrarium inferior (onderste heiligdom) in de antiqua capella (oude kapel), hoewel deze laatste term ook voor de Maternuskapel werd gebruikt. De raamloze, overwelfde ruimte was door middel van een rondboog in tweeën gedeeld. Mogelijk werd deze boog later dichtgemetseld. Het voorste deel was in gebruik als grafkapel van het kapittel, wellicht alleen voor proosten en dekens. In de kapel bevond zich een altaar, waarschijnlijk aan Maria of Johannes de Evangelist gewijd, waaraan een beneficie was verbonden. De kapel had om die reden een eigen rector, die dagelijks verplicht was om het Miserere (Psalm 51) en het De profundis (Psalm 130) te reciteren, ongetwijfeld ter nagedachtenis van de daar begraven medebroeders. Op Tweede Kerstdag begaven alle kanunniken zich met kaarsen naar dit altaar, waarna een drinkgelag begon in de refter.
Het achterste deel van de benedenkapel was waarschijnlijk het in oude documenten genoemde antiquum sacellum (oude heiligdom). Zeer waarschijnlijk was dit de plek waar al in 1340 de kerkschat van het kapittel werd bewaard. De verzameling relikwieën en kostbare reliekhouders bevond zich in een viertal gesloten kasten. De zeer dikke, raamloze muren en met ijzer beslagen deuren zorgden ervoor dat de kerkschat hier veilig was opgeborgen. De schatkamerbestemming van de benedenkapel wordt bevestigd door diverse inventarislijsten en reisverslagen. Een duidelijke aanwijzing vormt de iconografie van de gotische kapitelen in de kruisgang bij de ingang van de kapel. Hierop zijn engelen afgebeeld die relieken tonen (onder andere de sleutel van Sint-Servaas, zijn reliekbuste en de verdwenen hemelse doeken).
Vermoedelijk fungeerde de bovenkapel als kapittelzaal en gebedsruimte van het kapittel. De bovenkapel is op dezelfde wijze als de benedenkapel door een rondboog in tweeën gedeeld, maar draagt het karakter van één sacrale ruimte met een schip en een priesterkoor. Het gewelf was oorspronkelijk hoger. Het is vermoedelijk in de vijftiende eeuw verlaagd toen in de noordmuur van het transept een groot gotisch raam werd aangebracht.
De Sint-Maternuskapel was waarschijnlijk oorspronkelijk aan Sint-Maternus gewijd. Vanaf de zeventiende eeuw tot de opheffing van het kapittel was de kapel in gebruik als sacristie. In de zeventiende eeuw kregen beide kapellen een identieke barokfaçade aan het Vrijthof.
In 1797 werd het kapittel door de Franse overheid opgeheven en kregen de kerk en bijgebouwen een seculiere bestemming. Al in 1782 was de Dubbelkapel aan het (Hollandse) militaire garnizoen ter beschikking gesteld als munitiemagazijn. In 1804 werd de kerk teruggegeven aan de parochie, maar andere gebouwen behielden hun seculiere bestemming. Omstreeks dezelfde tijd  werd de Maternuskapel gesloopt, wegens bouwvalligheid en om de straat Het Vagevuur tussen de Sint-Servaaskerk en de Sint-Janskerk te kunnen verbreden. Door de sloop werd het symmetrisch aanzicht van de kerk vanaf het Vrijthof verstoord. Tevens moest de parochie op zoek naar een nieuwe plek voor de sacristie, die gevestigd werd in de Dubbelkapel.

### Restauraties en archeologisch onderzoek
In 1873 verhuisde de schatkamer naar de westelijke kruisgang, eerst naar de voormalige kapittelschool, in 1895 naar de iets verderop gelegen oude refter (tegenwoordig Sint-Servaaskapel), die beide door Pierre Cuypers waren gerestaureerd. Of ook de Dubbelkapel door Cuypers is gerestaureerd, is niet zeker maar wel aannemelijk. In de jaren 1950 is de kapel opnieuw gerestaureerd, waarbij onder andere het stucwerk in de bovenkapel werd verwijderd en de plafonds werden vernieuwd. Vanaf 1965 ijverde de toenmalige schatbewaarder, broeder Sigismund Tagage, voor een terugkeer van de schatkamer naar de oorspronkelijke locatie.
In 1981-82 werd de Dubbelkapel onderworpen aan een uitgebreid archeologisch onderzoek onder leiding van stadsarcheoloog Titus Panhuysen. Onder de vloer van de benedenkapel werden diverse Merovingische begravingen aangetroffen, onder andere van een man met een zwaard en een dolk. Een aantal gemetselde graven uit de late middeleeuwen behoorde vermoedelijk aan kanunniken. De skeletresten werden na bestudering ter plekke herbegraven. Enkele kanunnikengraven waren voorzien van fraaie zerken, die bij de herinrichting zijn verplaatst naar het achterste gedeelte van de kapel. Een deel van de oorspronkelijke vloer (uit de elfde eeuw?) is bewaard gebleven, misschien doordat er een altaar bovenop stond. De acht bijzonder vormgegeven tegels zijn te zien in de pandhof. Spectaculair was de vondst van oude gebouwfundamenten, die op een twaalfhoekige centraalbouw leken te wijzen. Pas in 1989 kon worden vastgesteld dat deze fundamenten deel waren van de polygonale uiteinden van het transept van de in 1039 ingewijde kerk. Dit transept werd later gewijzigd in het huidige, rechthoekige. De opgravingen zijn deels te bezichtigen in het souterrain onder de schatkamer.
Na de restauratie van 1982 kreeg de Dubbelkapel zijn functie van schatkamer terug. De huidige schatkamer bevindt zich op beide verdiepingen van de kapel en een aangrenzend gebouw. Ondanks zware verliezen in de Franse tijd, geldt de schatkamer van de Sint-Servaaskerk nog steeds als een der rijkste in Europa. Onder de kunstschatten die er bewaard worden, nemen het Borstbeeld van Sint-Servaas, het Borstkruis van Sint-Servaas, de Sleutel van Sint-Servaas en het Patriarchaalkruis een vooraanstaande positie in.

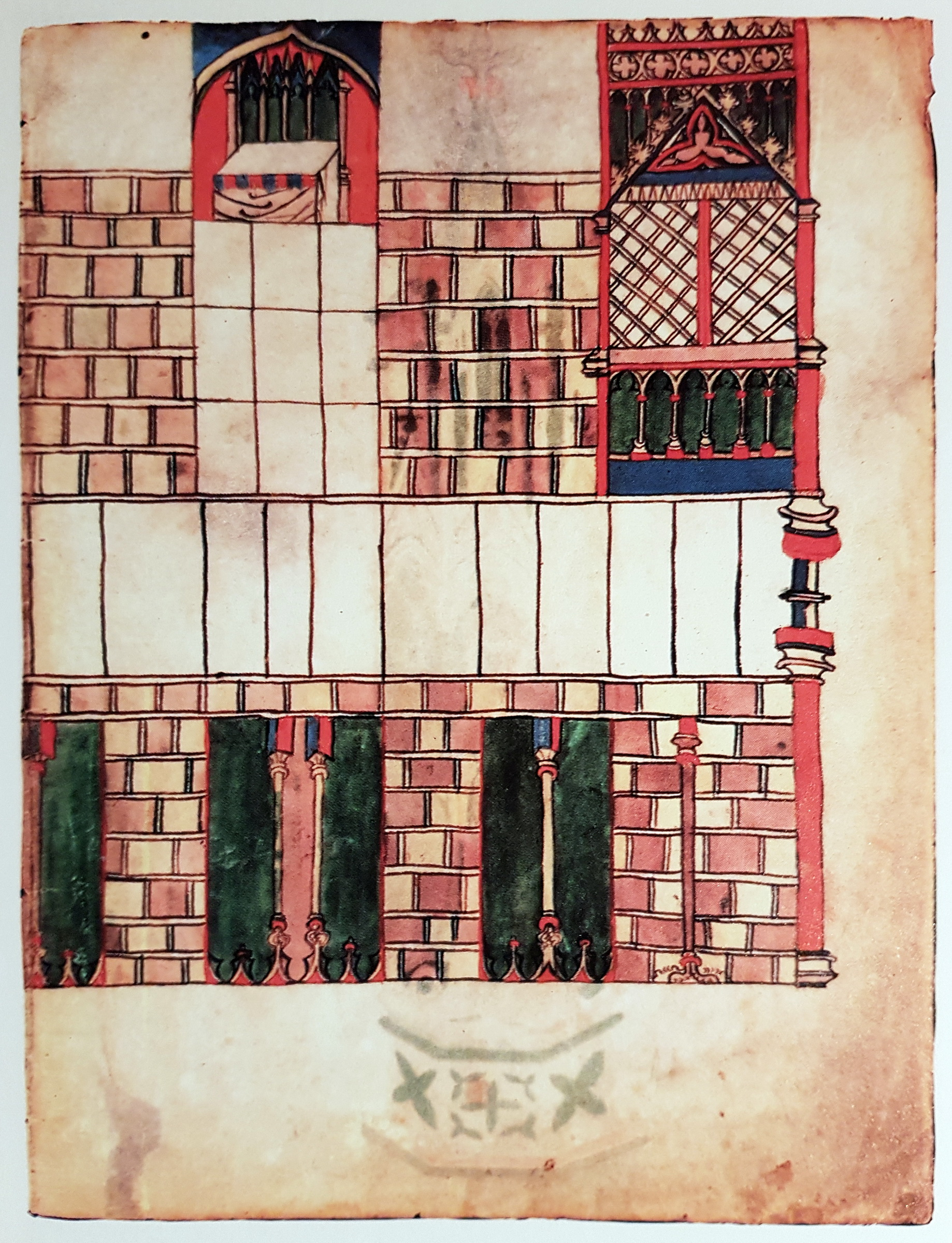
Bouwtekening oostelijke kruisgang, ca. 1460. Linksboven de Dubbelkapel

### Historische afbeeldingen
De oudste afbeelding van de Dubbelkapel is een tekening uit circa 1460, mogelijk de bouwtekening van de kruisgang van de kerk. Afgebeeld is de oostelijke kloostergang. Herkenbaar is een nog bestaande gotische altaarnis. Ernaast is de Dubbelkapel schematisch getekend, met negen grafstenen en een altaar. Bijzonder is ook een miniatuur in een Zuid-Nederlands handschrift in de British Library, dat slechts enkele decennia later tot stand is gekomen. Afgebeeld is Bernardus van Clairvaux en een groep cisterciënzers die op weg gaan om te prediken in Bourgondië. Het gebouw op de achtergrond is de Sint-Servaaskerk met prominent afgebeeld de Koningskapel, die toen net was voltooid. De Dubbelkapel daarnaast is te herkennen aan de kruisvormige opening in de topgevel.
Van de zeventiende-eeuwse tekeningen toont die van Remigio Cantagallina uit 1612 (thans in de KMSK-collectie in Brussel) de meeste details. Op de tekening zijn het ommuurde ellendigenkerkhof en de Sint-Servaasfontein te zien, beide vóór de Dubbelkapel gelegen. De barokke topgevels van de Sint-Maternuskapel en de Dubbelkapel zijn zeer herkenbaar. Op de gedetailleerde stadsplattegrond van Larcher d'Aubencourt uit het midden van de achttiende eeuw en de bijbehorende Maquette van Maastricht ontbreken alle gebouwen rondom de kruisgang van de Sint-Servaaskerk, inclusief de Dubbelkapel. Niet iedereen wist de verhoudingen goed te treffen: op een anonieme achttiende-eeuwse tekening lijkt de Sint-Maternuskapel veel groter dan de Dubbelkapel, die echter deels schuilgaat achter de Koningskapel en de Hoofdwacht. Na de sloop van de Maternuskapel en de Koningskapel bleef een gehavende kerk over, die door Jean-Baptiste Madou in 1825 werd getekend.

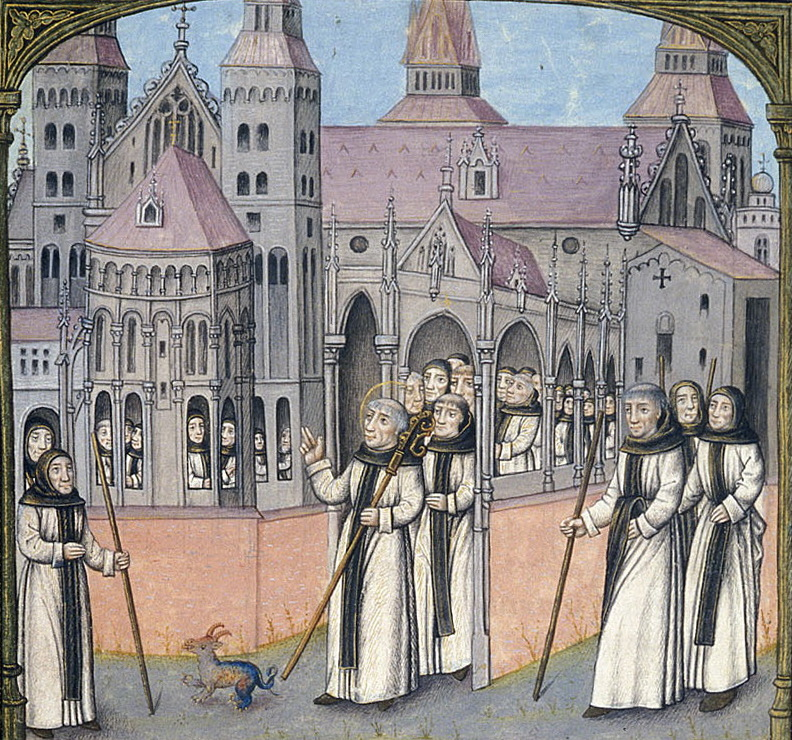
Miniatuur, ca. 1485-90
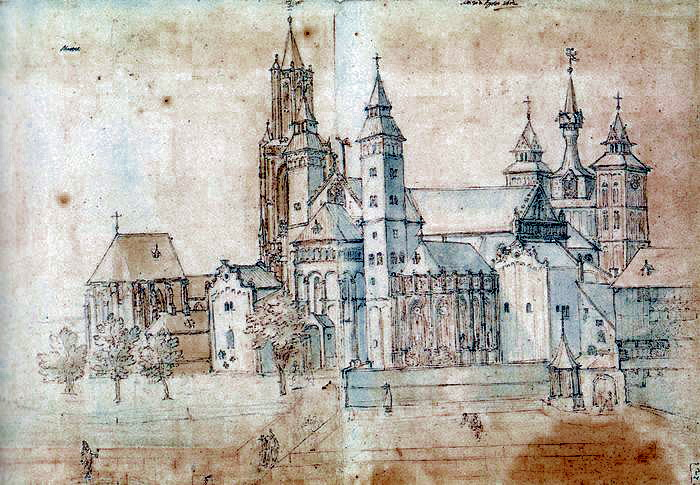
Remigio Cantagallina, 1612
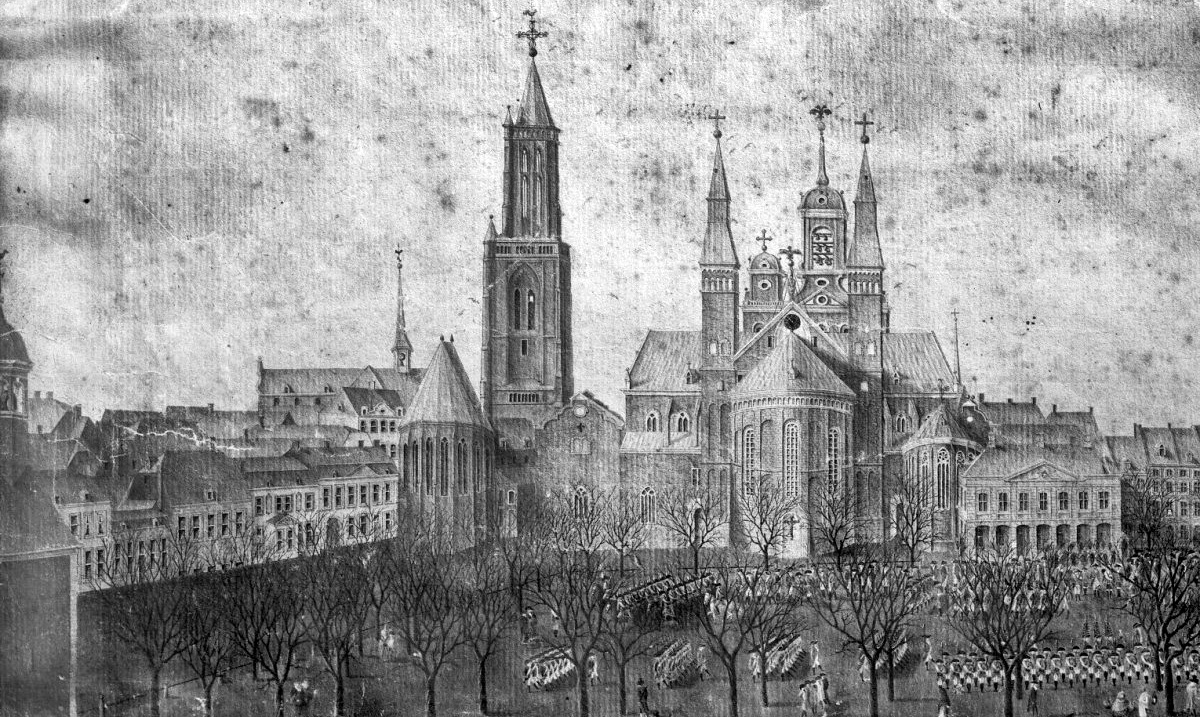
Anoniem, 18e eeuw
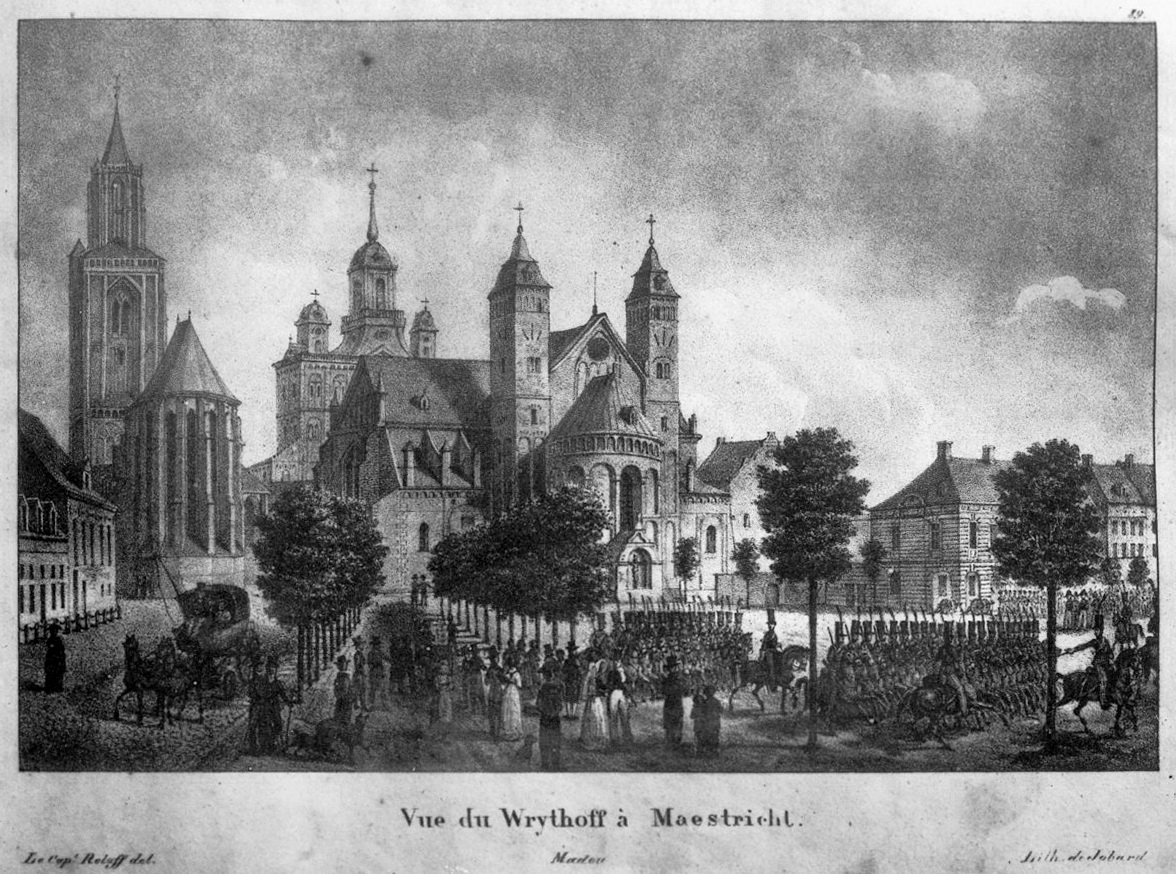
Jean-Baptiste Madou, 1825

## Beschrijving

### Exterieur
De Dubbelkapel, vroeger aangeduid als stiftskapel, sluit aan op de noordzijde van het noordertransept van de kerk en dateert uit dezelfde bouwfase (derde kwart elfde eeuw). De kapel heeft zware, vrijwel raamloze muren van kolenzandsteen en is gemiddeld 8,5 m breed en 21,5 m diep (binnenmaten). In de oostgevel, zichtbaar vanaf het Vrijthof, zijn op het niveau van de bovenkapel drie rondboogvensters te zien, het middelste iets groter dan de andere. Daarboven is op zolderniveau een opening in de vorm van een Grieks kruis aangebracht. Aan de noordzijde van de kapel bevindt zich een gebouw, dat geen andere naam draagt dan "zijruimte van de Dubbelkapel". Dit gebouw is eveneens opgetrokken uit kolenzandsteen en is ongeveer 6 m breed en 12,5 m diep. Eraan vastgebouwd is een vierkant traptorentje met een spits tentdak uit dezelfde bouwperiode.

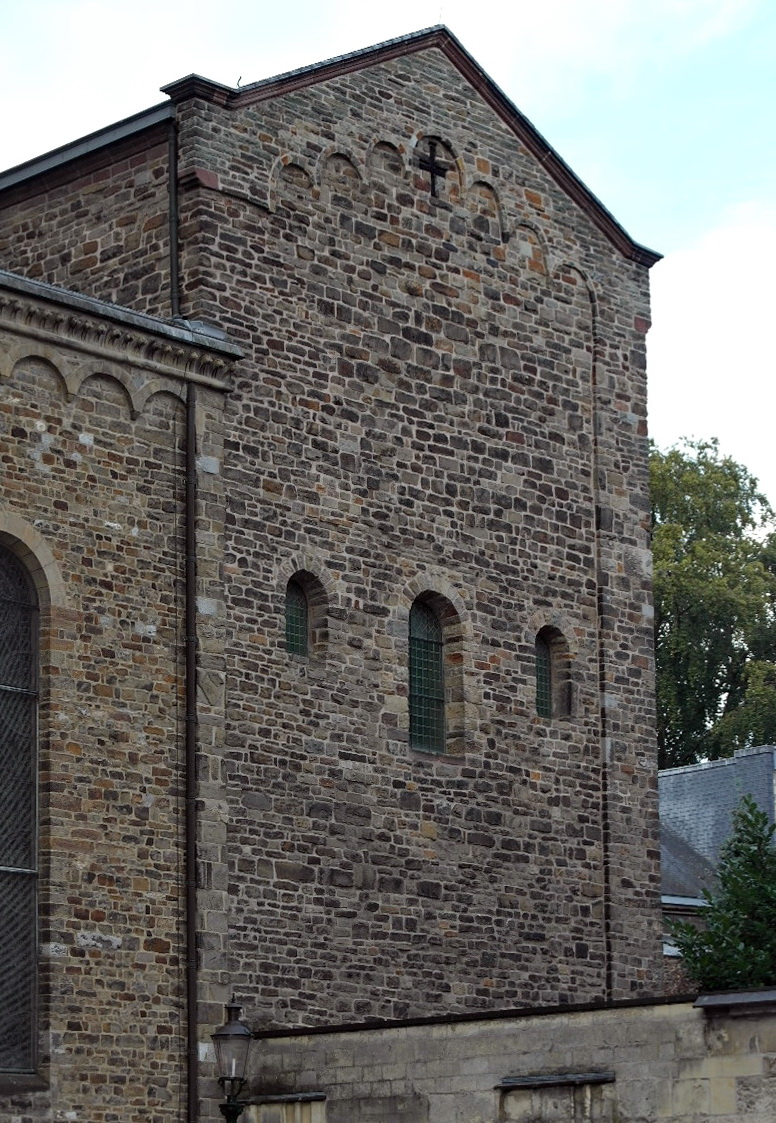
Oostfaçade vanaf het Vrijthof
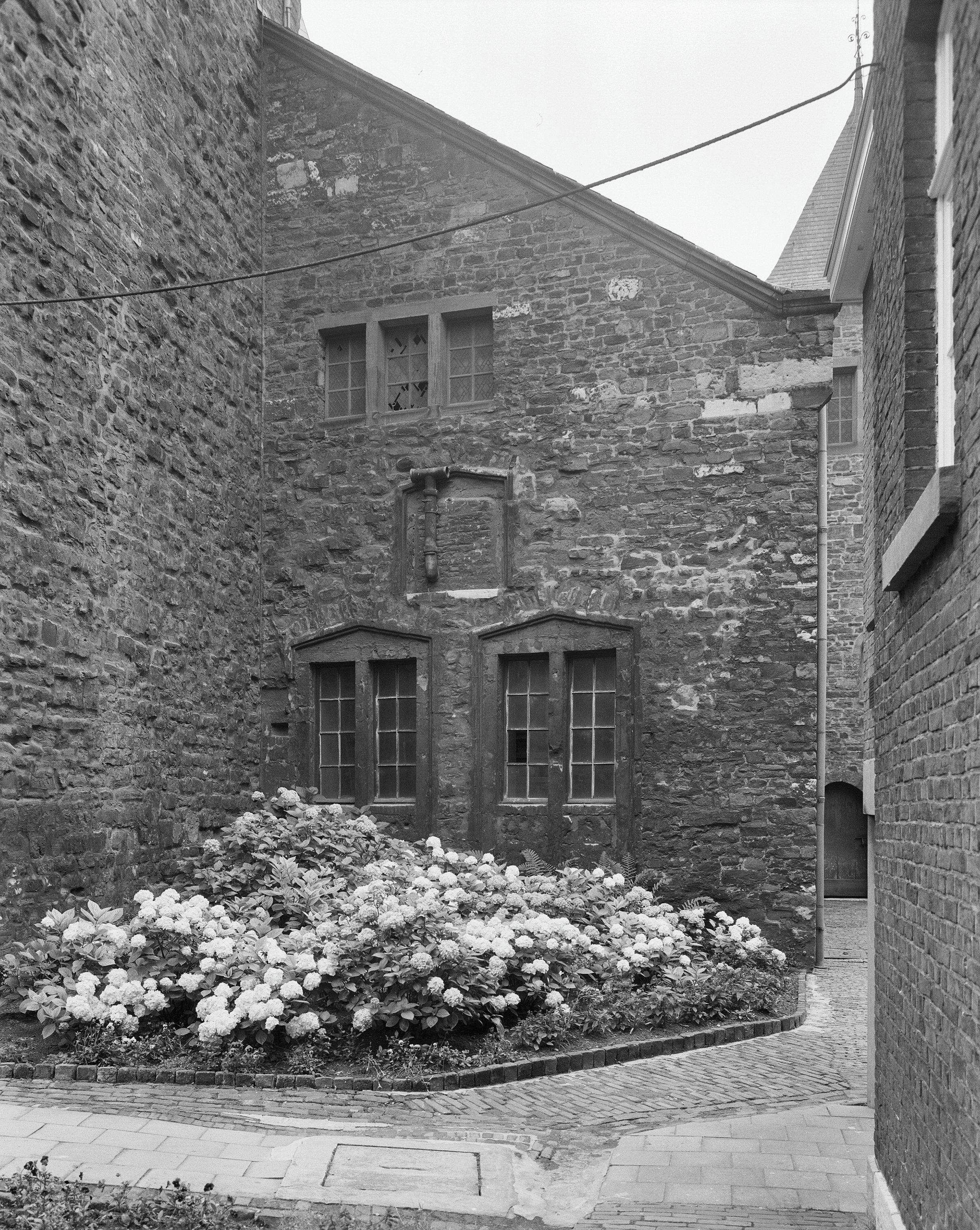
Noordgevel (links) en oostgevel zijruimte
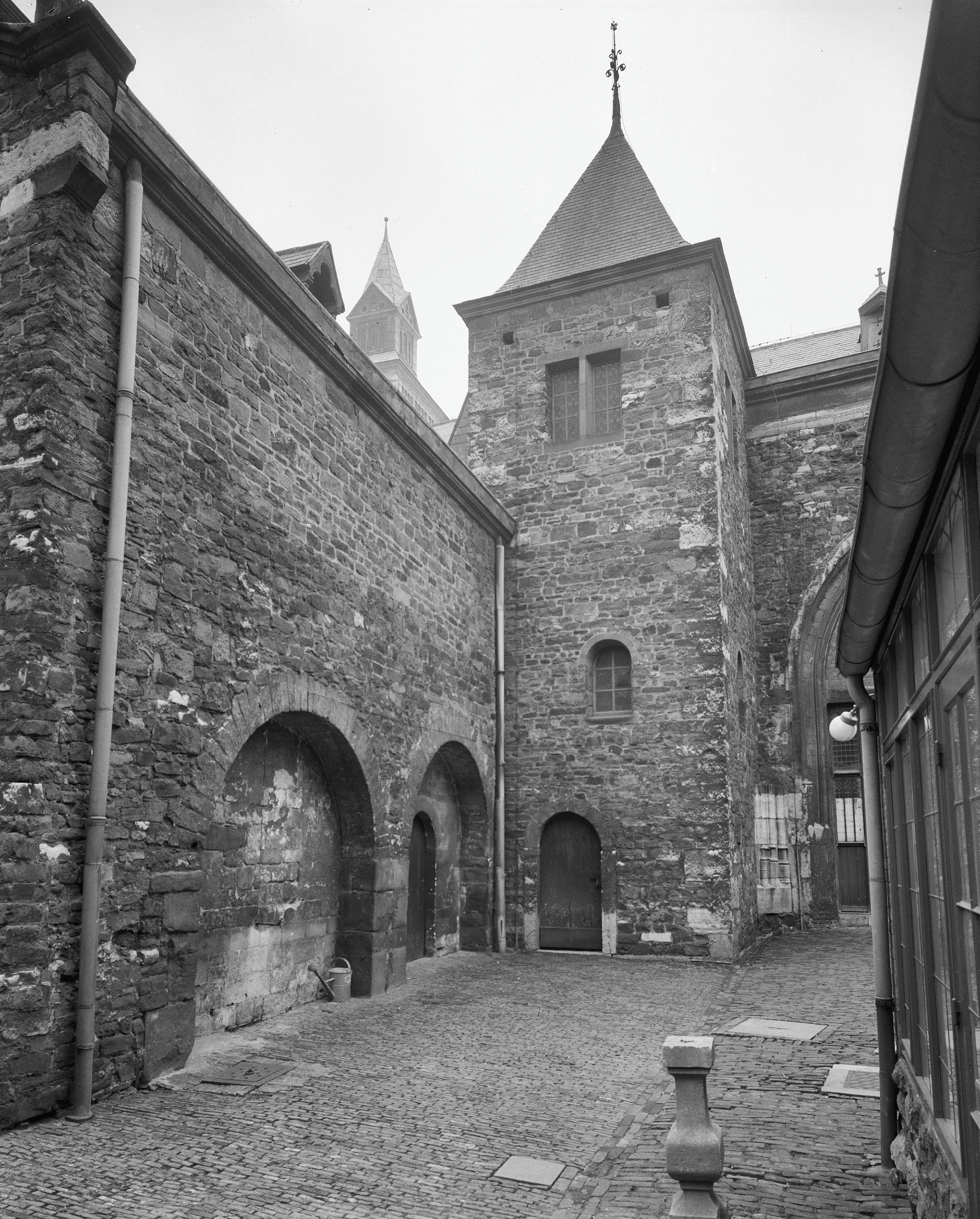
Noordgevel zijruimte en traptorentje
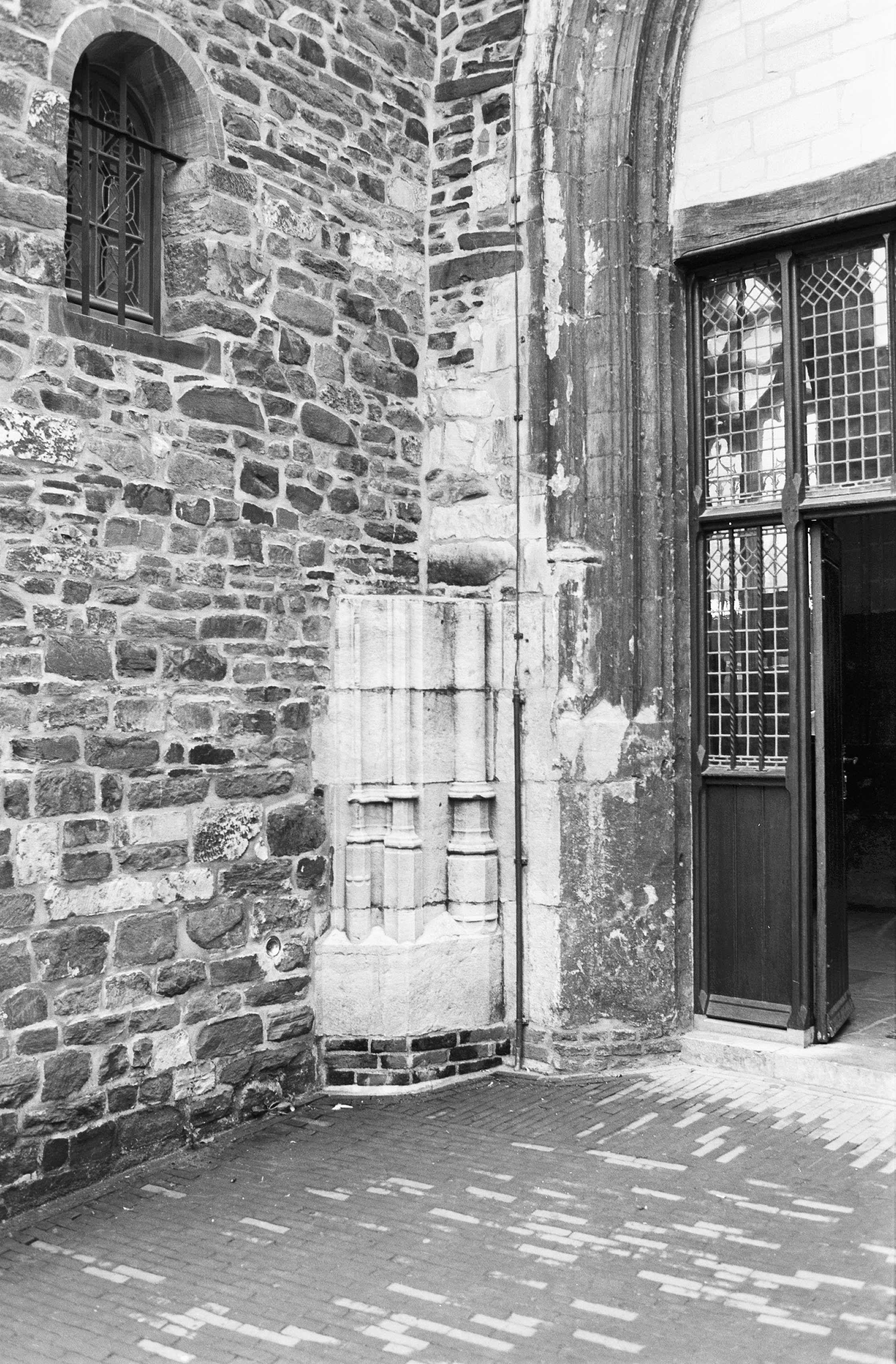
Detail traptoren

### Interieur benedenkapel
De benedenkapel bestaat uit een voor- en achterruimte en wordt gedekt door een 4,7 m hoog tongewelf. De vloer ligt iets lager dan die van de kruisgang. De ingang bevindt zich ongeveer halverwege de oostelijke kloostergang en wordt gevormd door een 4 m brede rondboog. Hierin is een smeedijzeren hek en een pui van gepantserd glas geplaatst ter beveiliging van de schatkamer. In de voorste ruimte bevindt zich een betonnen spiltrap naar het souterrain, waar opgravingsrestanten van een ouder kerkgebouw en kanunnikengraven te bezichtigen zijn. De betonnen systeemvloer in de westelijke ruimte is om die reden vrijdragend. Om de vloer niet te zeer te belasten, zijn de gebeeldhouwde grafzerken die hier oorspronkelijk lagen verplaatst naar de oostelijke ruimte. Eén zerk is dubbel gebruikt: eerst voor deken Reynier van Oud-Valckenborgh († 1296), ruim een eeuw later voor proost Hendrik van Bylandt († 1405). Van beide hoge geestelijken is bekend dat zij zich ingezet hebben voor de instandhouding en uitbreiding van de kerkschat, die in deze ruimte werd bewaard. Ernaast ligt de zerk van deken Gerardus de Scoenoue († 1329) uit het geslacht Van Schoonvorst, dat in de veertiende eeuw ook twee proosten van Sint-Servaas leverde. De derde zerk is waarschijnlijk vanuit de kloostergang hierheen verplaatst.
De benedenkapel vormt de entree tot de Schatkamer van de Sint-Servaasbasiliek. In de voorste ruimte worden de Servatiana (voorwerpen die met Sint-Servaas in verband worden gebracht) tentoongesteld. In het middelpunt staat het Borstbeeld van Sint-Servaas (anno 2022 in restauratie bij de SRAL). In de achtergelegen ruimte stond tot 2020 de Noodkist met de vier bijbehorende 'Brusselse pendanten' (kopieën). Doordat dit ensemble in 2020 verplaatst is naar het noordertransept van de kerk, worden hier voorlopig reliekhouders van andere heiligen getoond, in afwachting van de definitieve herinrichting. In de zijruimte op de begane grond worden in een verduisterde omgeving zeer oude en kostbare zijden stoffen en andere textilia tentoongesteld.

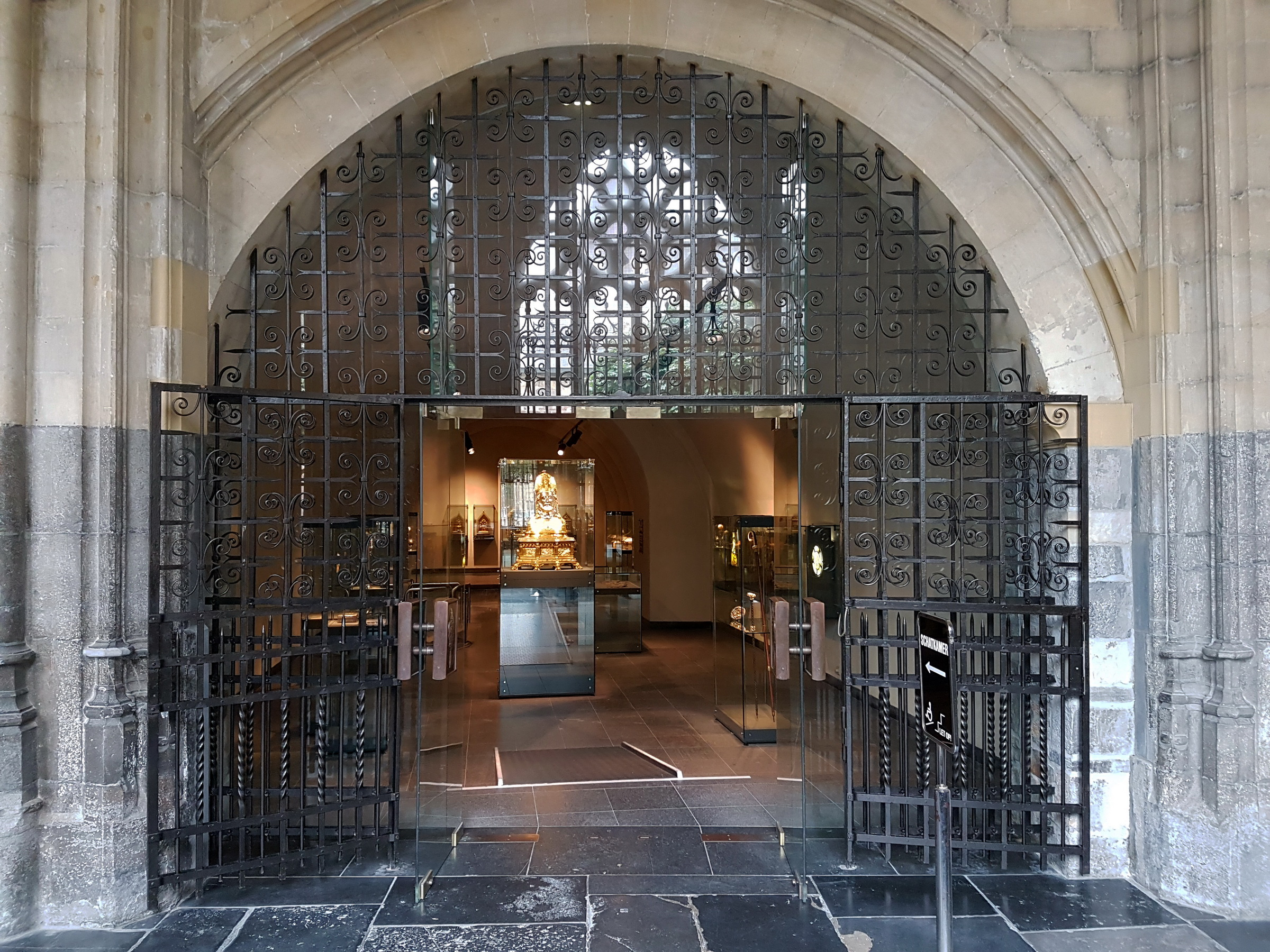
Entree vanuit kruisgang
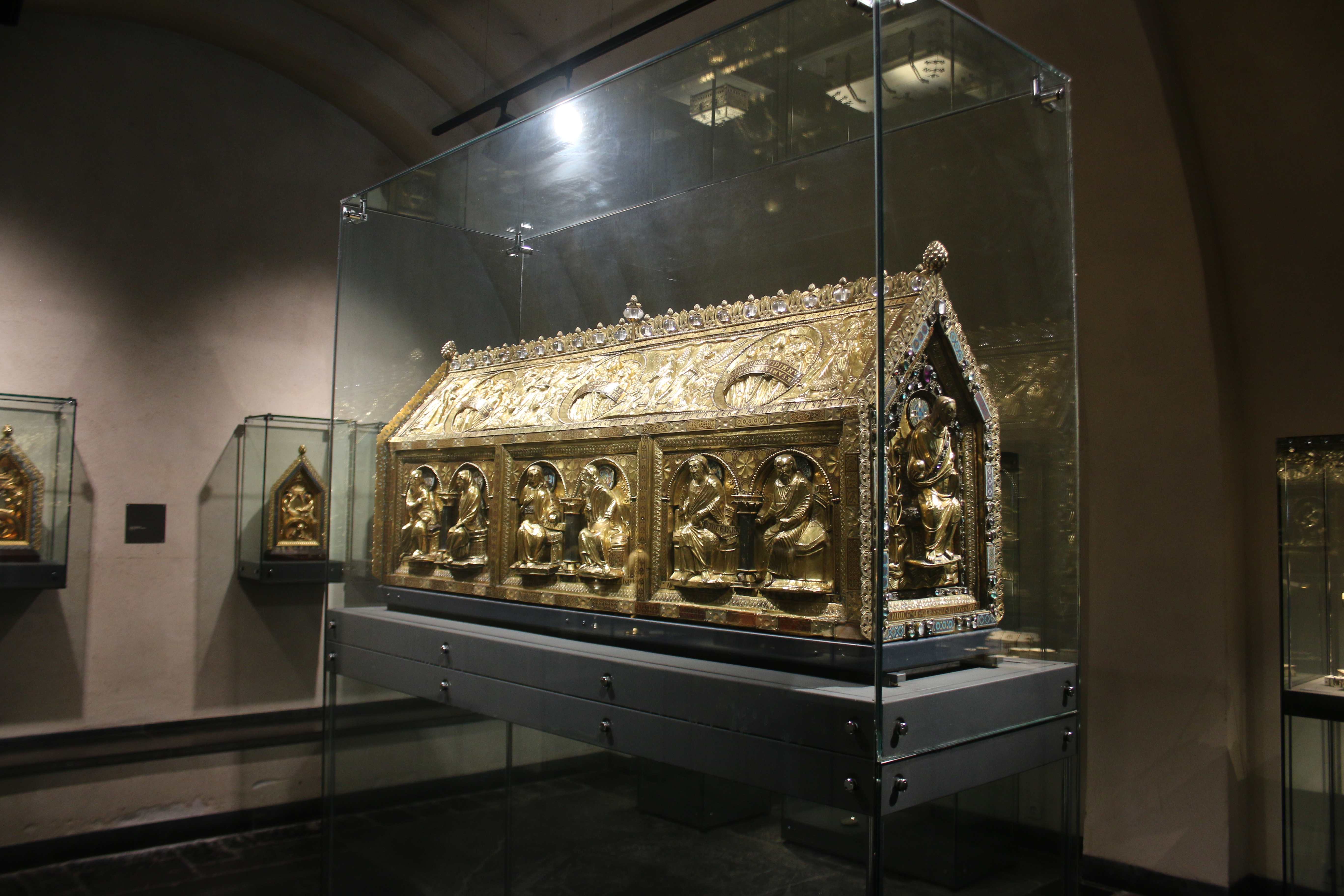
Noodkist (tot 2020)
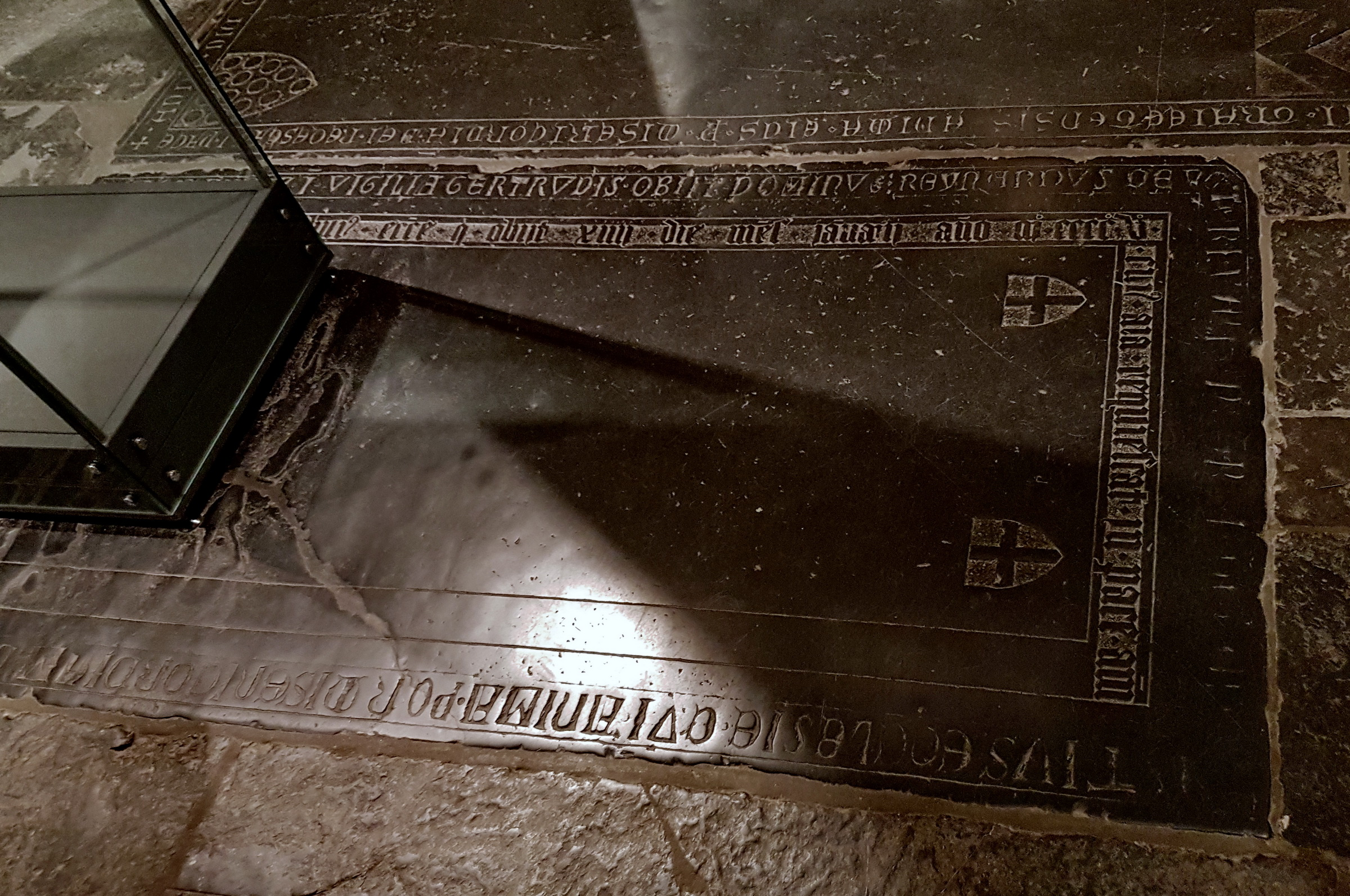
Dubbel gebruikte grafzerk
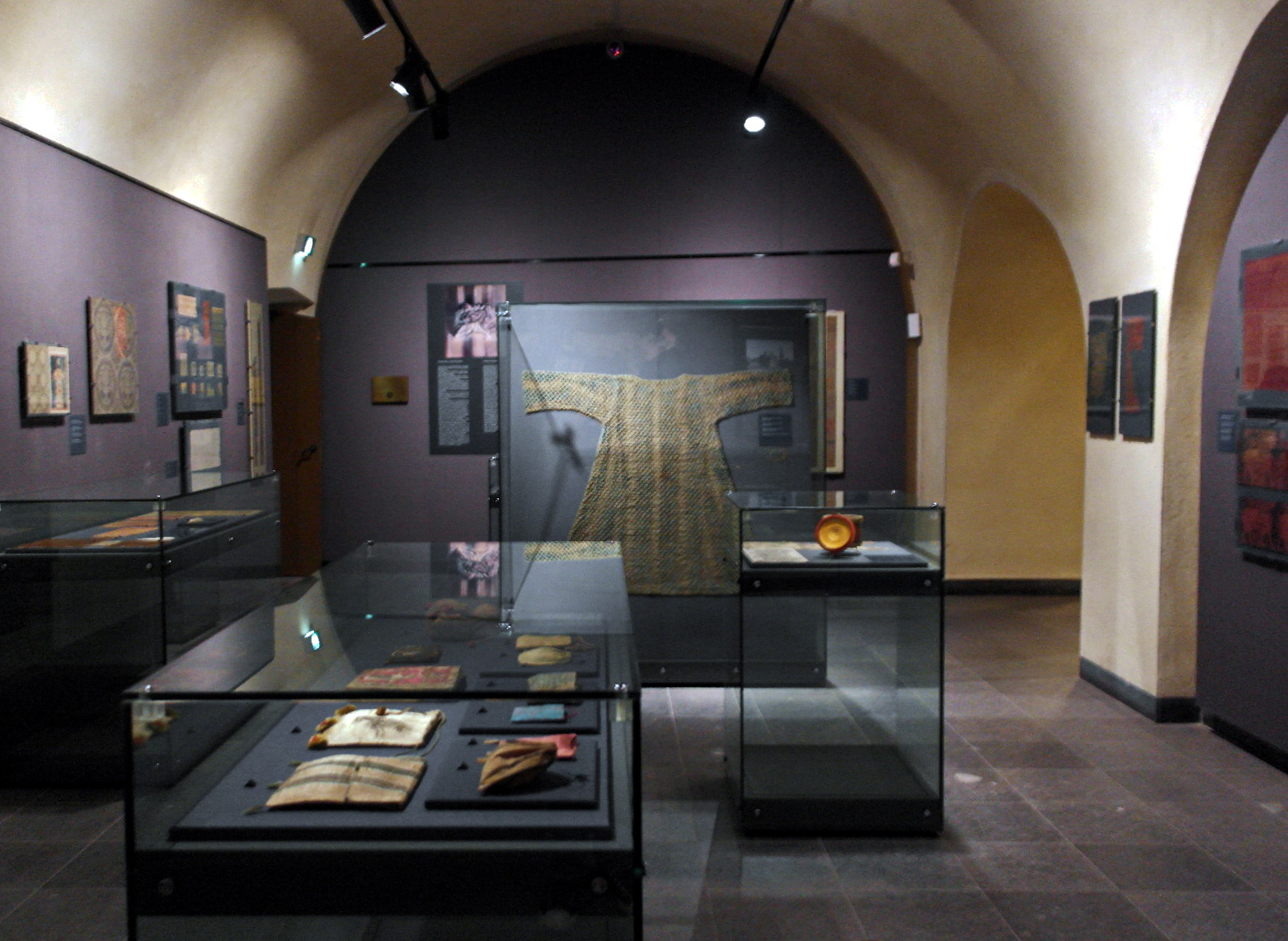
Overzicht zijruimte beneden

### Interieur bovenkapel en zijruimte
De bovenkapel is bereikbaar via een hardstenen wenteltrap in het traptorentje naast de zijruimte. In de zuidwand van de zijruimte bevindt zich een rondboogpoortje naar de kapel. Deze heeft dezelfde indeling als de benedenverdieping. Voor- en achterzaal worden gedekt door moderne houten plafonds (uit 1955): in de voorste ruimte een hoog opgaand balkenplafond; in de ruimte daarachter een vlak cassetteplafond. De hierboven genoemde rondboogvensters in de oostmuur zijn geplaatst in muurnissen, die zich voortzetten op de zijmuren.
De tentoongestelde voorwerpen op de bovenverdieping van de zijruimte vormen een voortzetting van de begane grond. De nadruk ligt hier op paramenten, in combinatie met liturgisch vaatwerk en reliekhouders vanaf de barokperiode. In de voorste ruimte van de kapel worden eveneens producten van edelsmeedkunst tentoongesteld, gecombineerd met schilderijen, beelden en andere kunstvoorwerpen. Het achterste deel van de kapel is ingericht als priesterkoor. Op het altaar staat het Patriarchaalkruis, omgeven door andere kruisreliekhouders.

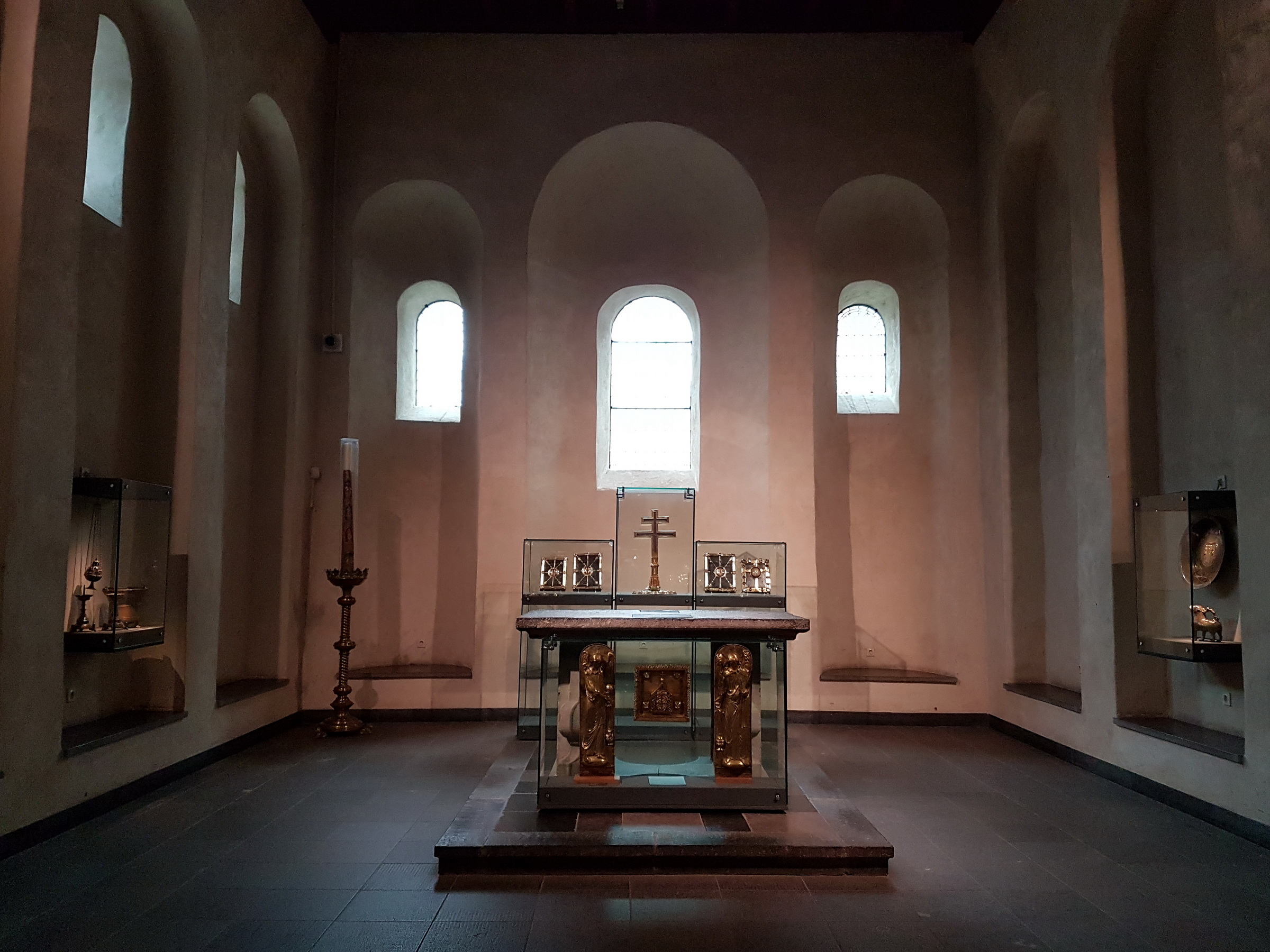
Oostelijke bovenkapel
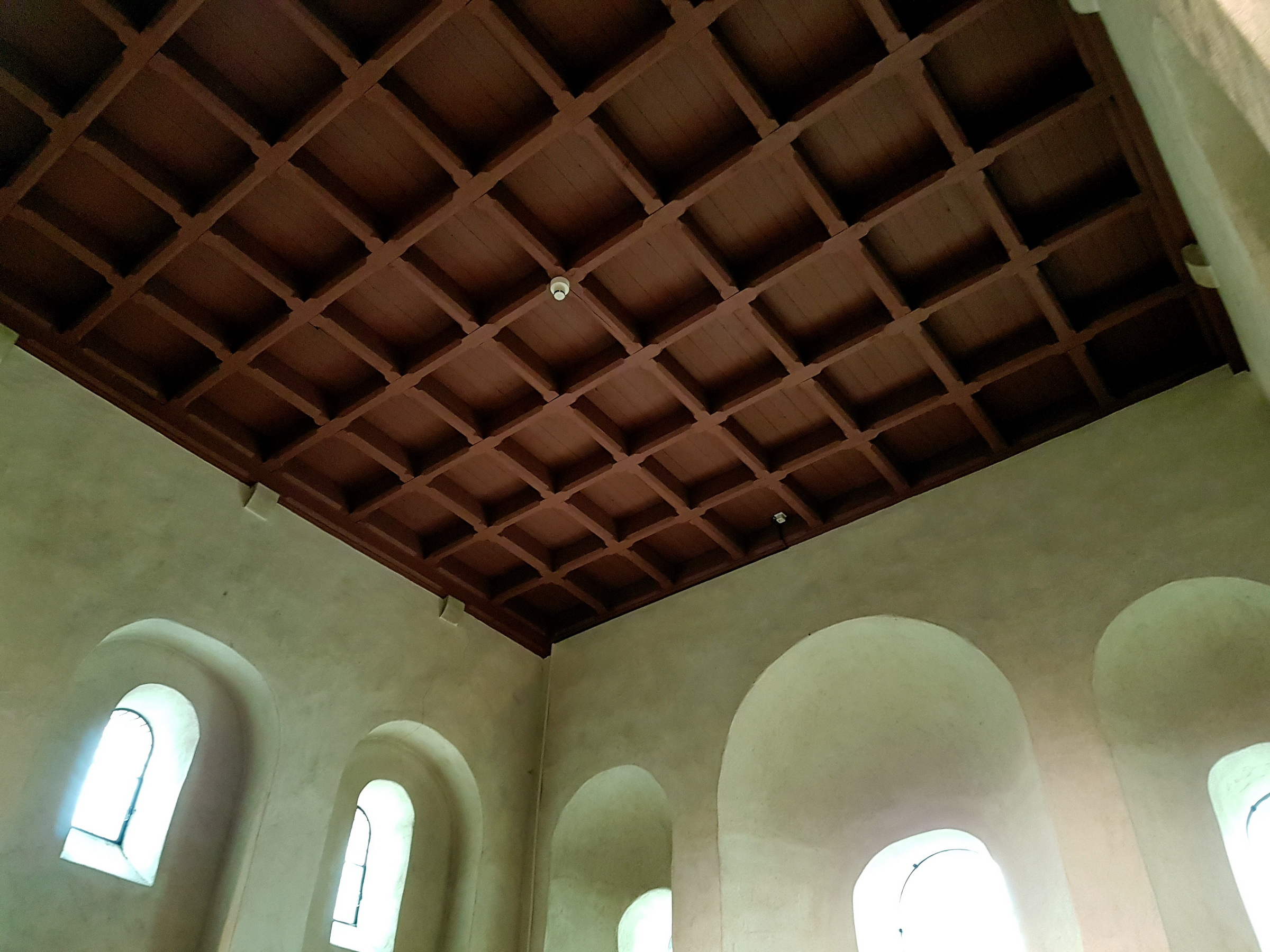
Plafond oostelijke ruimte
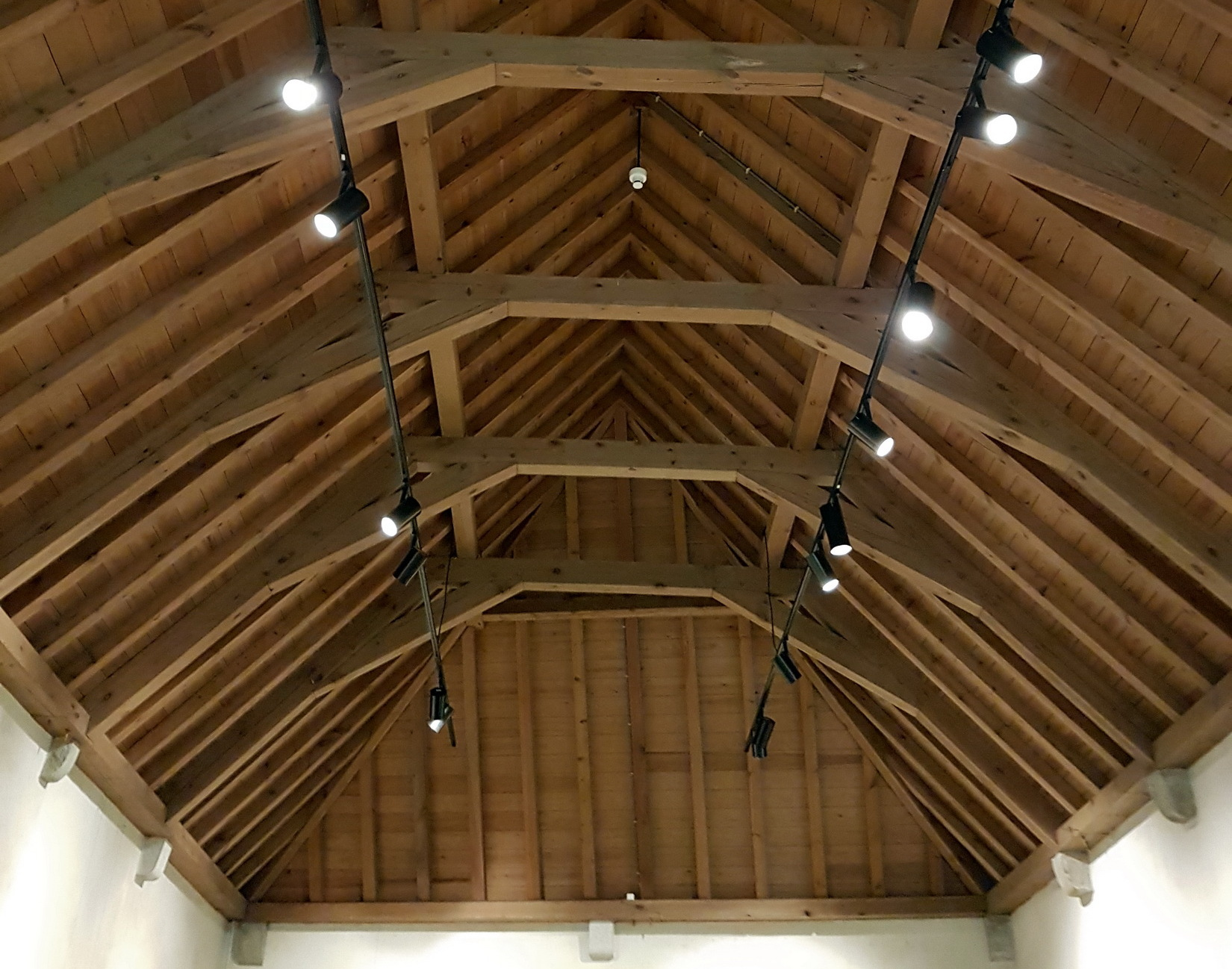
Plafond westelijke ruimte
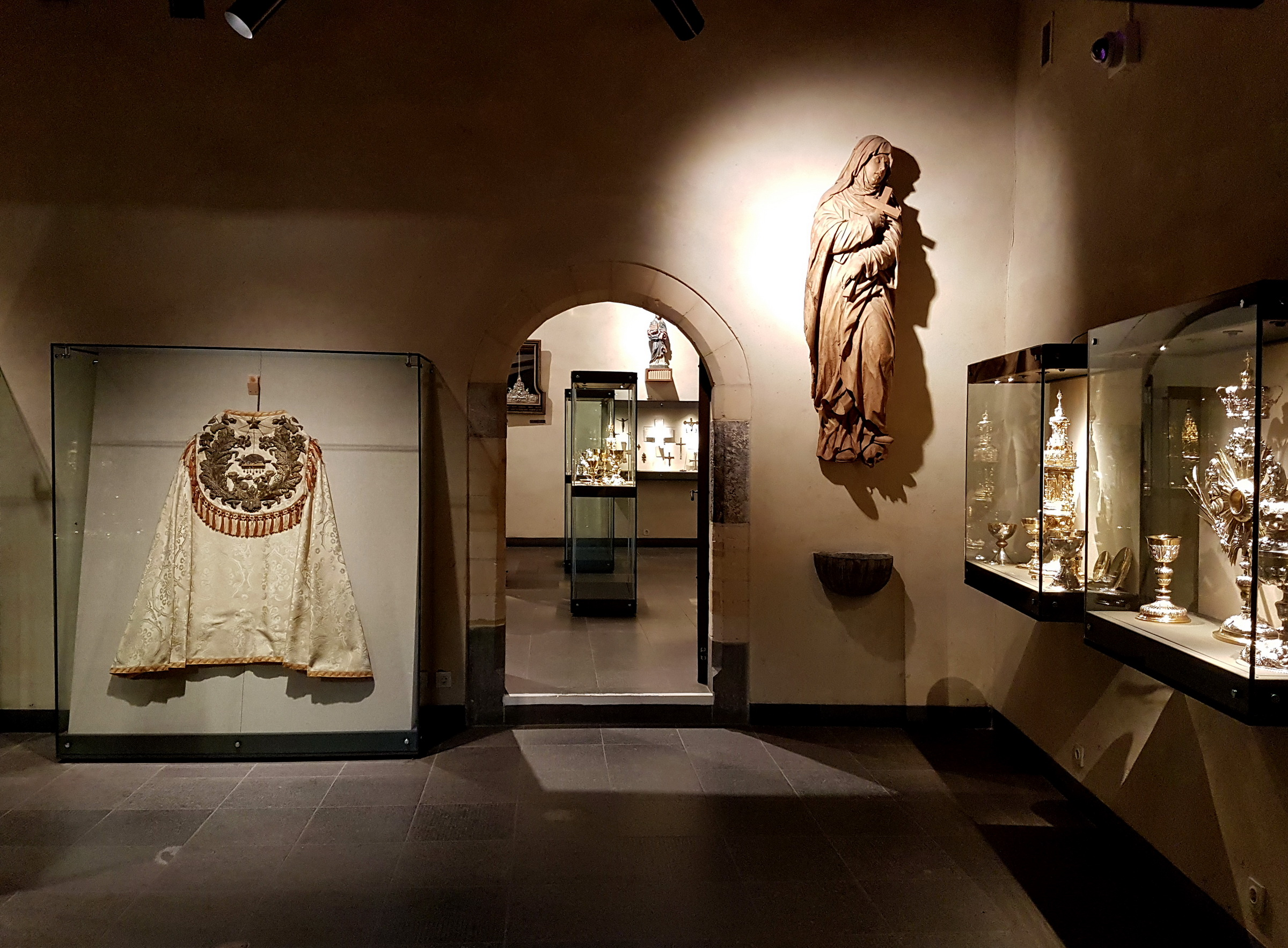
Zijruimte bovenkapel

## Kunsthistorische betekenis
De Maastrichtse Dubbelkapel met zijn mausoleum, kapittelhuis, privékapel en reliekenbewaarplaats lijkt weinig parallellen te hebben in de West-Europese bouwkunst. Elders in het Heilige Roomse Rijk zijn romaanse dubbelkapellen meestal verbonden aan koninklijke of grafelijke burchten, of in een enkel geval aan een klooster of sticht. In een aantal gevallen bood een opening in de vloer van de bovenkapel zicht op het priesterkoor in de benedenkapel. De bovenkapel was meestal gereserveerd voor de burchtbewoners of kloosterlingen; het gewone volk zat beneden. Een voorbeeld hiervan is de Sint-Clemenskerk in Bonn-Schwarzrheindorf. Dit bouwkundig element ontbreekt in de Maastrichtse kapel, aangezien hier beide verdiepingen uitsluitend voor leden van het kapittel toegankelijk waren. De architectuurhistoricus Aart Mekking ziet meer overeenkomsten met een reeks vroegchristelijke mausolea die teruggaan op Byzantijnse voorbeelden, onder andere in Pécs (Hongarije) en in Solin (Kroatië). Deze hebben niet alleen dezelfde indeling als de Maastrichtse kapel, maar komen ook qua functie overeen.
Twee voorbeelden van dubbelkapellen dichter bij huis zijn de twaalfde-eeuwse camera reliquiarium in de Dom van Trier en de Basiliek van het Heilig Bloed in Brugge. De eerste had slechts één functie, die van schatkamer. De tweede was zowel reliekenbewaarplaats als privékapel, maar anders dan in Maastricht, werd hier de reliek van het Heilig Bloed bewaard in de bovenkapel, terwijl de privékapel van de graven van Vlaanderen zich beneden bevond. In de Brugse Philipstockstraat bevond zich nóg een dubbelkapel, omstreeks 1080 gebouwd door graaf Robrecht de Fries, waarbij zich de reliekenkapel beneden bevond. De huidige kapel dateert echter uit de veertiende eeuw. Het rechtgesloten koor in het interieur van de Maastrichtse bovenkapel met aan drie zijden drie grote rondboognissen vertoont grote gelijkenis met dat van de elfde-eeuwse abdijkerk van Limburg an der Hardt, gebouwd in de tijd dat de benedictijnse hervormer Poppo van Stavelot daar abt was. De sobere vormgeving van dit bouwdeel is volgens Mekking ingegeven door de elfde-eeuwse kerkarchitectuur van hervormingsgezinde kloostergemeenschappen, waartoe hij het kapittel van Sint-Servaas ten tijde van Humbertus rekent.

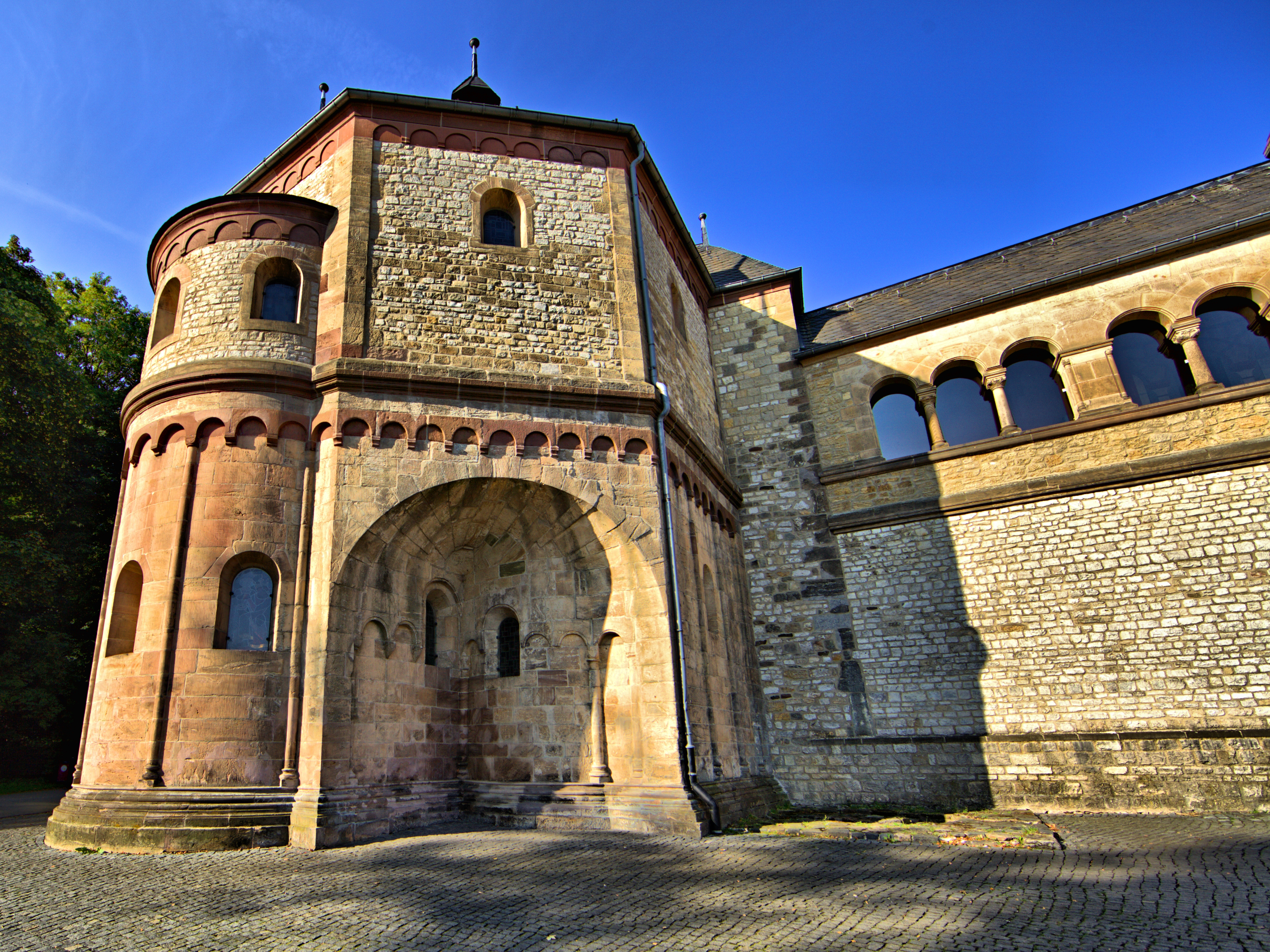
Dubbelkapel keizerpalts Goslar
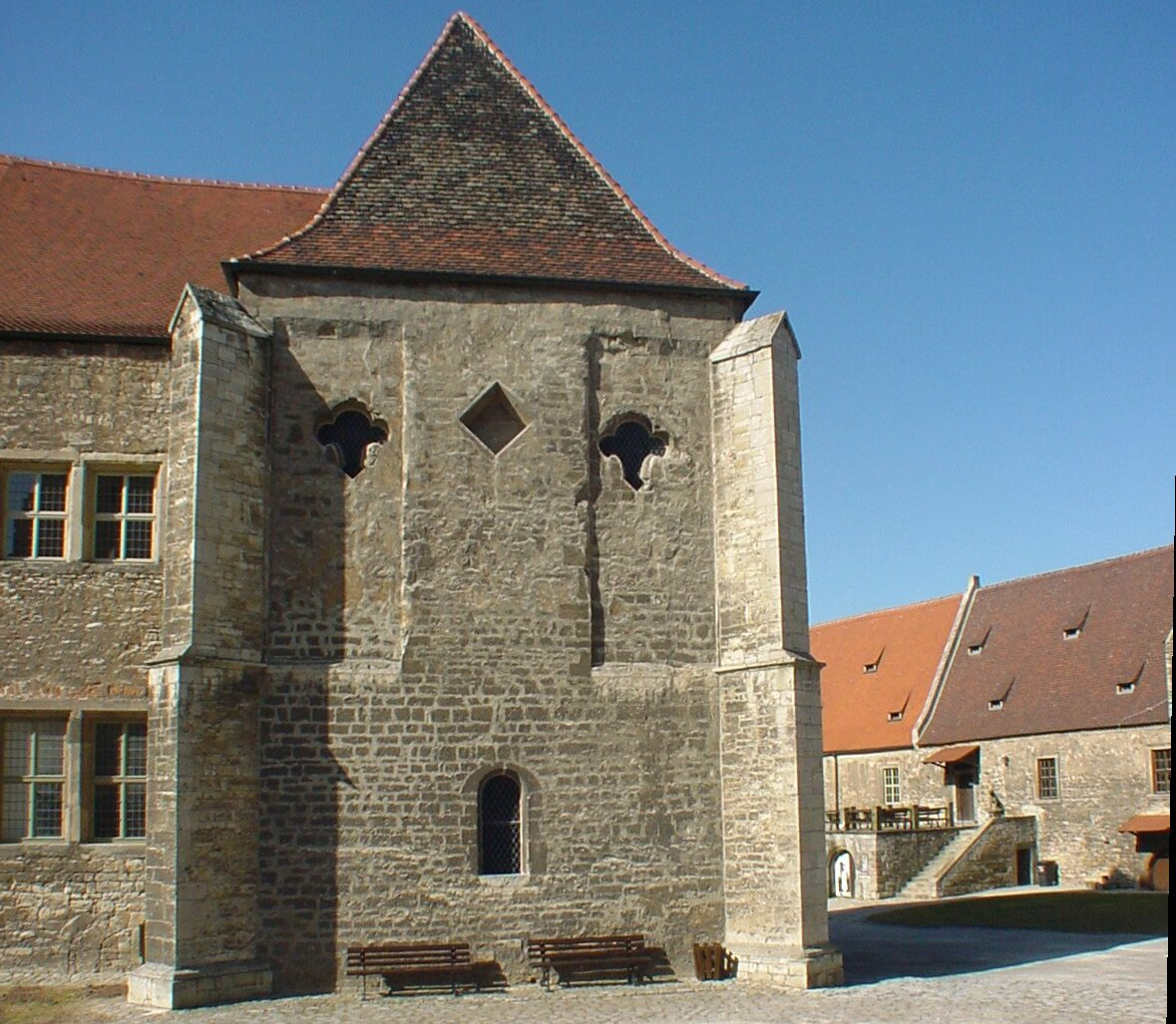
Dubbelkapel kasteel Neuenburg, Freyburg
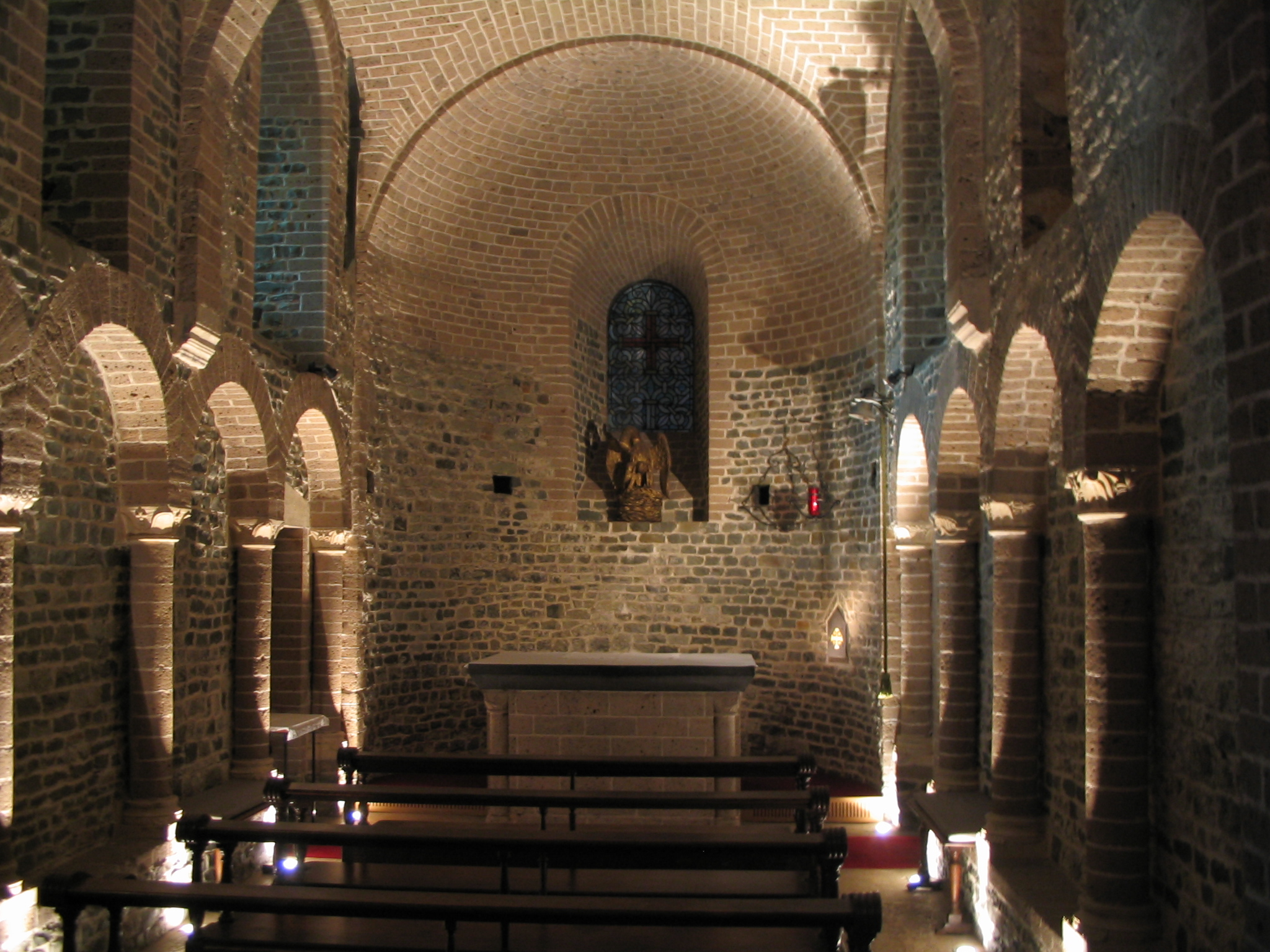
Benedenkapel van de Basiliek van het Heilig Bloed, Brugge
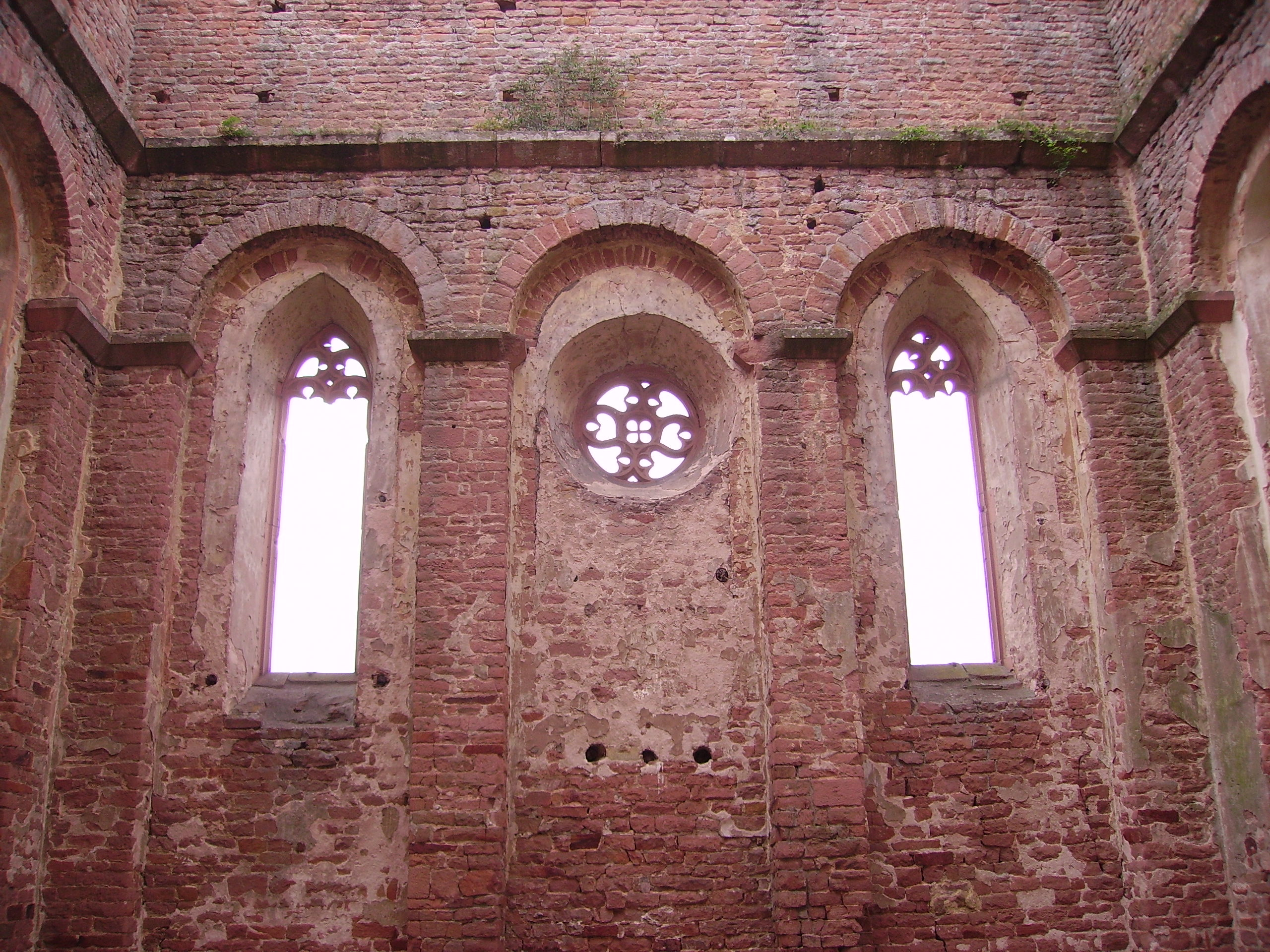
Rechtgesloten koor abdijkerk Limburg an der Hardt